# Ё
Ё, ё е седмата буква от руската и беларуската азбука и обозначава йотирания звук [jɵ].

### Употреба
В руския език, буквата обозначава следните звуци, спрямо позицията си в думата:
1. звука [ɵ]:
- след мека съгласна – гребёнка, овёс, молодёжь, ползём, лёжа, мёд, днём, пёс, брёл, всё, тётя, Фёдор;
- след съгласните – ч, ж, ш, и звука [ɕː], означаван с буквата щ – жжём, чёрт, шёлк, щёлкать

2. йотирания звук [jɵ]:
- в началото на думата – ёлка, ёж, ёмкость;
- след гласна в средата на думата – заём, её, остриё, боёк, куёт, плюём;

Буквата Ё е винаги ударена, като в неударена позиция на нейно място се използва Е, което в руския се произнася [ɪ].

### История
Звукът [ɵ] в руския език съответства на праславянското ⟨e⟩, което в ударена позиция се депалатилизира във фонемата /o/. В съвременния руски тази фонема има произношение [ɵ] след [j] и меки съгласни, поради алофония. 
Тъй като тази звукова промяна се развива след създаването на кирилицата, звукът [jɵ] продължава да се изписва с буквата Е, макар и вече да не се е произнасяла така. Впоследствие се слагат две точки над Е, когато се произнася [jɵ], за да се различава от другата звукова стойност на Е, а именно [je].